# IPhone 4
L'iPhone 4 (in inglese aɪ.foʊn.fɔr) è uno smartphone prodotto da Apple ed è il quarto modello di iPhone, successore dell'iPhone 3GS, presentato il 7 giugno 2010 al WWDC 2010. L'iPhone 4 è il primo degli iPhone che include un display Retina, due fotocamere digitali (una principale e una frontale per videoconferenza), un dispositivo Assisted GPS e un lettore multimediale. Il dispositivo, oltre ai normali servizi di telefonia quali chiamate, SMS ed MMS, permette di utilizzare servizi come e-mail, navigazione web, segreteria telefonica visuale e può gestire una connessione Wi-Fi. Viene controllato dall'utente tramite uno schermo multi-touch, dei sensori di movimento del dispositivo (accelerometro e giroscopio), una tastiera virtuale, un pulsante per tornare al menu principale, due piccoli tasti per la regolazione del volume, uno per passare dallo stato di suoneria allo stato di vibrazione e uno per lo standby/spegnimento. L'interazione con l'utente è coadiuvata da un sensore di prossimità e un sensore di luce ambientale. In soli tre giorni Apple ha venduto 1,7 milioni di iPhone 4. Steve Jobs, durante la conferenza speciale Apple sul problema dell'antenna tenuta il 16 luglio 2010, ha affermato che Apple ha venduto circa tre milioni di iPhone 4. Il 18 ottobre 2010, durante la consueta conferenza sulle vendite fiscali della Apple, sono stati presentati i dati di vendita dell'iPhone: 14,1 milioni di iPhone venduti fino a settembre 2010, una crescita del 91% rispetto al trimestre dell'anno precedente.

## Storia
Il prodotto è stato presentato da Steve Jobs, amministratore delegato della società, durante la conferenza di apertura del WWDC 2010. Il dispositivo è in vendita dal 24 giugno 2010 in USA, Regno Unito, Francia, Germania e Giappone; dal 30 luglio è disponibile in altri 18 paesi, tra cui l'Italia.

### Successo commerciale
In soli tre giorni dalla data di lancio (tra 24 giugno e il 26 giugno), nei soli 5 paesi in cui è stato commercializzato sono stati venduti 1,7 milioni di iPhone 4. “Questo è il lancio di prodotto di maggior successo nella storia di Apple” ha affermato Steve Jobs, CEO di Apple, “Ciò nonostante ci scusiamo con quei clienti che non sono stati accontentati per l'insufficienza di scorte disponibili”. Di fronte agli Apple Store e ai negozi specializzati dei paesi in cui è stato rilasciato si sono formate lunghe code già dalla sera del 23 giugno e in molti negozi le scorte sono finite poche ore dopo l'apertura.

## Design
| Colorazioni | Colorazioni | Colorazioni |
| Nome        | Nome        | Fronte      |
| ----------- | ----------- | ----------- |
|             | Nero        | Nero        |
|             | Bianco      | Bianco      |

L'iPhone 4 è il primo smartphone della serie iPhone a subire notevoli variazioni nel design rispetto al modello originale. Il nuovo design è caratterizzato da una cornice in acciaio inossidabile con degli inserti in plastica che funziona da antenna per l'apparecchio, la cui struttura è protetta sia nella parte frontale che nel retro da un pannello di vetro ad alta resistenza: a differenza delle precedenti versioni viene completamente abbandonata la plastica in favore di materiali più resistenti e riciclabili. 
Lo strato più esterno (che comprende lo schermo e il retro) è in vetro alluminosilicato e, a detta di Apple, questo trattamento garantisce una resistenza pari a trenta volte quella della plastica. Anche l'acciaio impiegato per i bordi del telefono è particolarmente resistente ed utile alla ricezione dei vari segnali e come antenna in generale.
Questo design ha altresì creato dei problemi tecnici al terminale di Apple, come evidenziato nella sezione controversie.

## Modelli e disponibilità
L'iPhone 4 è commercializzato nelle versioni bianca (da aprile 2011) e nera. La memoria disponibile è di 8 GB (da settembre 2011), 16 GB o 32 GB, per un totale di 6 combinazioni.

La vendita della versione di colore bianco, prevista per la seconda metà di luglio 2010, è stata posticipata diverse volte per poi essere introdotta sul mercato il 28 aprile 2011.
L'iPhone 4 è disponibile negli Stati Uniti d'America, Regno Unito, Francia, Germania, Giappone dal 24 giugno 2010.

In Italia, Australia, Austria, Belgio, Canada, Danimarca, Finlandia, Hong Kong, Irlanda, Lussemburgo, Paesi Bassi, Norvegia, Nuova Zelanda, Singapore, Corea del Sud, Spagna, Svizzera e Svezia è disponibile dal 30 luglio 2010.
Dal 10 febbraio 2011 l'iPhone 4 può operare anche su reti CDMA negli Stati Uniti, grazie a un accordo tra Apple e Verizon, uno dei maggiori operatori di telefonia mobile statunitensi. Il modello che è stato commercializzato a partire dalla suddetta data è inoltre dotato della funzione di hotspot Wi-Fi.

## Software
Come con i precedenti modelli di iPhone, l'iPhone 4 utilizza un sistema operativo sviluppato da Apple chiamato iOS (precedentemente iPhone OS). La nuova versione del sistema operativo include nuove funzionalità, tra cui il multitasking,e la gestione delle cartelle. Con il nuovo sistema operativo iOS 7.1.2, disponibile per iPhone 4 oltre che per i successivi, si possono creare delle sottocartelle, si ha il cambiamento estetico dell'interfaccia e in più sono state aggiunte molte altre funzionalità. Il suo periodo di vita termina con l'uscita di iOS 8 nel settembre 2014.

## Hardware
- RAM 512MB
- Processore Apple A4 single core 1ghz
- Sistema operativo iOS 7.1.2
- Vetro frontale del display e vetro posteriore in vetro alluminio silicato (stesso tipo di vetro utilizzato per i parabrezza di elicotteri e treni ad alta velocità)
- Rivestimento oleorepellente a prova di impronte su fronte e retro
- Multi-Touch widescreen da 3,5" (diagonale)
- Display Retina
- Display IPS 960×640 pixel a 326 ppi (contrasto 800:1)
- UMTS/HSDPA/HSUPA (850, 900, 1900, 2100 MHz)
- GSM/EDGE (850, 900, 1800, 1900 MHz)
- Wi-Fi 802.11b/g/n (802.11n solo a 2,4GHz)
- Tecnologia wireless Bluetooth 2.1 + EDR
- Flash drive da 16 GB o 32 GB (di cui 700MB riservati ai file di sistema)
- Fotocamera posteriore da 5 megapixel con flash LED e autofocus "Tap to focus"
- Registrazione video HD (720p) fino a 30 frame al secondo con audio
- Qualità foto e video VGA fino a 30 frame al secondo con la fotocamera frontale
- A-GPS
- Controlli vocali
- Bussola digitale
- Geotagging di foto e video
- Giroscopio a 3 assi
- Autonomia in standby: fino a 300 ore
- Dimensioni iPhone: 115,2 × 58,6 × 9,3 mm
- Massa: 137 g

### Schermo
Lo schermo misura 3,5 pollici e il display a cristalli liquidi ha una risoluzione di 960×640 pixel. Come per i precedenti iPhone, il vetro dell'iPhone 4 è antigraffio, multi-touch e rivestito di un materiale oleorepellente a prova di impronte. Il display dell'iPhone 4, chiamato Retina Display, differisce totalmente dai modelli precedenti, è in alta definizione e ha un numero di pixel quattro volte superiore rispetto ai modelli precedenti. La densità di pixels, 326 ppi (pixel-per-inch, pixel per pollice) secondo Steve Jobs è superiore al limite di risoluzione dell'occhio umano (ovvero la minima distanza tra due punti tale che sia ancora possibile distinguerli) che è di 300 ppi, con il risultato che lo schermo appare come "stampato" con i colori delle immagini "spalmati" in completa continuità, come se si guardasse, appunto, un foglio di carta stampata. Secondo quanto dichiarato da Steve Jobs durante la presentazione, è la prima volta nella storia della tecnologia che viene raggiunto un tale livello di risoluzione per uno schermo. Come i modelli precedenti, l'iPhone 4 è dotato di un sensore di luce ambiente per regolare la luminosità dello schermo automaticamente.

### Tasti fisici
Nell'iPhone 4 possiamo trovare 5 tasti fisici: il tasto per l'accensione e il blocco, in alto; due tasti per alzare e abbassare il volume, sulla sinistra; il tasto per silenziarlo, sulla sinistra; il tasto "Home", sotto lo schermo.

### Alimentazione
L'iPhone 4 utilizza una batteria interna non rimovibile ai polimeri di ioni di Litio. Secondo i dati dichiarati da Apple, la batteria dell'iPhone 4 può durare per 10 ore di video, 40 ore di riproduzione audio e fino a 300 ore in standby. L'autonomia può variare a seconda dell'utilizzo.

### Memoria
L'iPhone è disponibile in tre varianti: 8 GB (dal 4 ottobre 2011), 16 GB o 32 GB. I dati vengono memorizzati su un disco flash e c'è la possibilità di espandere la memoria utilizzando iCloud.

### CPU, GPU e RAM
L'iPhone 4 monta un processore denominato Apple A4 con frequenza variabile dinamicamente da 800 Mhz a 1 Ghz, lo stesso usato dall'iPad e dall'iPod touch di quarta generazione, basato sull'architettura ARM prodotta da Samsung, composto da una CPU ARM Cortex-A8 integrato con una GPU PowerVR SGX 535.
L'iPhone 4 ha 512 MB di RAM, il doppio rispetto all'iPhone 3GS e all'iPod touch 4G e il quadruplo rispetto alle versioni 2G e 3G.

## iPhone 4 nello spazio
Nel 2011 un iPhone 4 e due Samsung Nexus S, dotati di un'applicazione appositamente studiata, sono stati impiegati durante la missione STS-135 a bordo di uno Space Shuttle. I due dispositivi sono stati utilizzati in diversi esperimenti, sfruttando i vari sensori di cui sono dotati.

## Controversie

### Caso Gizmodo
Diverse settimane prima dalla presentazione ufficiale, il famoso sito Gizmodo pubblicò alcune fotografie che ritraevano un prototipo di iPhone 4. Gizmodo affermò di essere venuto in possesso del prototipo grazie a un ragazzo che lo aveva venduto per 5.000 dollari. Alla presentazione ufficiale dell'iPhone 4, durante il WWDC 2010, Gizmodo non fu invitato a partecipare.

### Problemi tecnici
A poche ore dalla messa in vendita dell'iPhone 4 sul mercato sono stati riscontrati alcuni problemi, che sono poi stati a seconda dei casi risolti o meno:
- Chiusura della chiamata: È stato segnalato da diversi utenti che, durante le chiamate, il sensore di prossimità può talvolta disattivarsi; il contatto del volto con il touch-screen può dunque terminare le chiamate, metterle in muto o comporre altri numeri. Come preannunciato durante la conferenza stampa tenutasi il 16 luglio 2010,[13] il problema è stato risolto con l'aggiornamento 4.1 di iOS.[14]

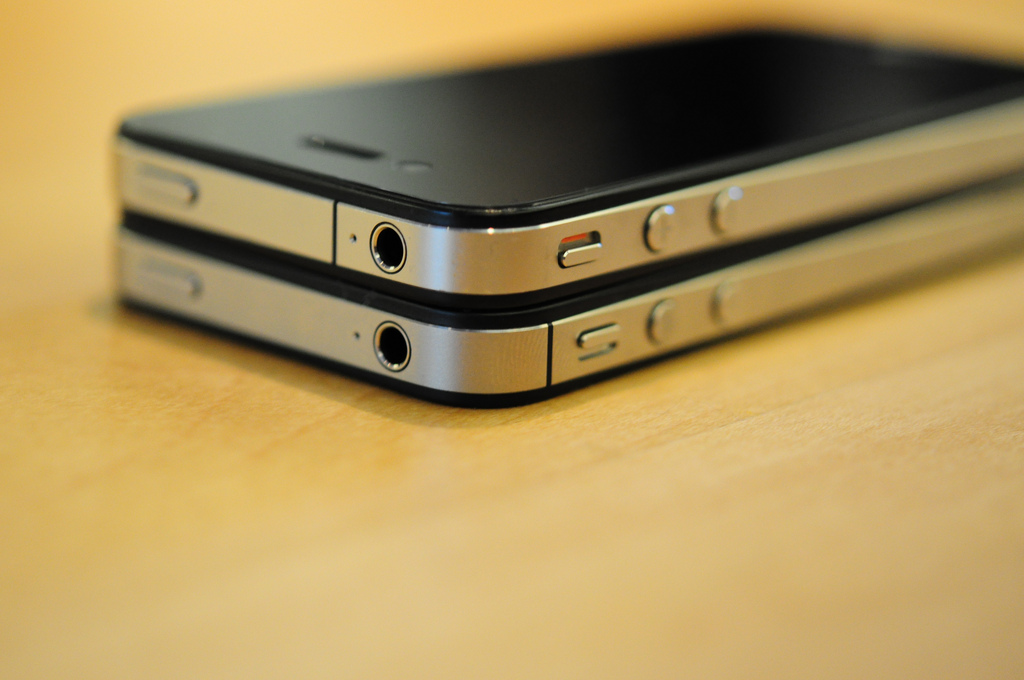
iPhone 4 è stato migliorato (in basso iPhone 4S di ottobre 2011)

- Antenna: Se si impugna il telefono toccando con la mano l'angolo in basso a sinistra dell'apparecchio, l'indicatore della copertura di rete potrebbe segnalare un rapido calo della connessione, diminuendo di qualche tacca o sparendo del tutto in base alla forza iniziale del segnale; il problema può essere aggirato proteggendo l'iPhone con una custodia, in maniera da evitare il contatto tra la mano e il telefono.[15] Il problema riguarderebbe la configurazione hardware e, in particolare, il fatto che le due antenne ldell'iPhone (quella per le chiamate e quella per il Wi-fi) non siano interne ma esterne, costituite dalle due fasce laterali in acciaio, che si separano proprio nell'angolo in basso a sinistra: toccandole con la mano, le due fasce verrebbero messe in comunicazione e si verificherebbe una sorta di cortocircuito magnetico. Questa tesi sembra essere confermata dal fatto che il problema si verifica anche mettendo a contatto le due fasce-antenna attraverso una chiave metallica.[16] Alle lamentele dei clienti arrivate via e-mail ha risposto lo stesso Steve Jobs, inizialmente affermando che «non è un grande problema», e in seguito suggerendo agli utenti di impugnare l'iPhone in un altro modo.[17] Secondo Apple il problema è solamente di natura software, in quanto malfunzionamenti simili sono stati registrati anche su iPhone 3G/3GS. Nella beta 1 di iOS 4.0.1 pubblicata il 15 luglio viene infatti sistemata la taratura del segnale e delle barre del segnale, resta da vedere se questo cancellerà o no il problema.[18] Durante la conferenza stampa del 16 luglio è stato annunciato che Apple avrebbe fornito un bumper (paracolpi, anello di gomma che protegge l'antenna) gratis per tutti i possessori di iPhone 4 per contribuire a risolvere il problema dell'antenna e un rimborso a quegli utenti che lo avevano già acquistato. L'offerta gratuita sarebbe valida fino al 30 settembre 2010, quando Apple rivaluterà la situazione. I proprietari saranno in grado di ottenere il bumper attraverso il sito web di Apple a partire dal 22 luglio 2010. Jobs ha anche annunciato che Apple non sarebbe stata in grado di produrre abbastanza bumper per tutti i possessori del dispositivo, e quindi agli acquirenti sarà offerta una gamma di custodie alternative. Inoltre, durante la conferenza stampa tenutasi il 16 luglio 2010 a Cupertino, Steve Jobs ha affermato e dimostrato, mediante i dati di AppleCare, che solo lo 0,55% di tutti gli utenti di iPhone 4 si sono lamentati con la società riguardo al malfunzionamento dell'antenna, mentre il numero di telefoni restituiti ad Apple e AT&T è l'1,7% – ovvero il 4,3% in meno rispetto all'iPhone 3GS.
Questo caso ha portato al licenziamento del dipendente addetto alla progettazione dell'antenna e del hardware del telefono[19][20]; successivamente vennero prodotti iPhone con antenna aggiornata (rivestita con un isolante), la quale ha permesso di risolvere/attenuare i problemi dell'antenna[21]; questi problemi dell'antenna e dell'errata visualizzazione del segnale su schermo hanno fatto avviare una causa legale contro la Apple[22], la quale ha risposto dando il bumper o a un risarcimento di 15 dollari agli utenti (solo negli Stati Uniti) che hanno questi problemi[23].
Nel febbraio del 2011 è disponibile una nuova versione dell'iPhone 4 commercializzata da Verizon, la quale ha una diversa struttura dell'antenna che permette d'usufruire della rete CDMA di Verizon, in modo d'aumentare le performance della navigazione web, ma questo aggiornamento ha fatto perdere la interoperabilità della trasmissione dati e voce, quindi non sarà più possibile ricevere chiamate durante la navigazione; inoltre per quanto riguarda la perdita di segnale durante l'impugnatura non vi sono sostanziali differenze rispetto alla versione precedente del telefono[24]. Sono inoltre state sostituite anche alcune componenti interne.[25] Da queste vicende sono stati alimentati alcuni spot dei concorrenti che ironizzano sull'antenna di questo dispositivo.[26][27]
- Schermo: Prima ancora del suo debutto diversi specialisti del settore hanno sollevato dubbi sulla reale resistenza dello schermo del telefono, il quale è composto in vetro alluminio-silicato "Gorilla-glass", ma è stato specificato che il problema può presentarsi non tanto per il materiale in sé, ma per la sua esposizione agli urti; è stato poi dimostrato con una prima analisi che effettivamente si ha una maggiore probabilità di rottura rispetto ai due modelli precedenti[28] e in una seconda analisi si è confermata la maggiore fragilità dello schermo.[29].